# Feuillets d'Ibrahim
Les feuillets d'Ibrahim (arabe : صحف ابراهيم , Suhuf-i-Ibrahim), ou  feuillets d’Abraham, sont des écrits religieux évoqués par le Coran qui en fait une révélation donnée par Dieu à son prophète Abraham (Ibrahim). Les passages du Coran parlant des feuillets d'Abraham sont la sourate 53 aux versets 36-37, et la sourate 87 aux versets 18-19,,
Pour Lory, il est impossible "d'identifier avec certitude la nature de ces écrits". À l'inverse, pour Gobillot, cela renvoie à des textes apocryphes de l'Ancien Testament. Ainsi, selon eux, ces deux mentions coraniques évoquent le Testament d'Abraham, texte datant d'environ 70 ap. J.C. pour la version courte et du IIe siècle ap. J.C. pour la version longue. De même, ils estiment que la sourate 20 (v.133) associe à ces feuillets un autre texte apocryphe, l'Apocalypse d'Abraham, datant du Ier siècle après J.C. Celui-ci est utilisé dans la description d'une ascension céleste, attribuée par la Sunna à Mahomet, mais qu'une "exégèse suivie" associe davantage à Abraham. Pour Gobillot, cela prouve la présence de ces textes dans le contexte immédiat de la rédaction du Coran.